# خدمات‌دهنده پرتاب

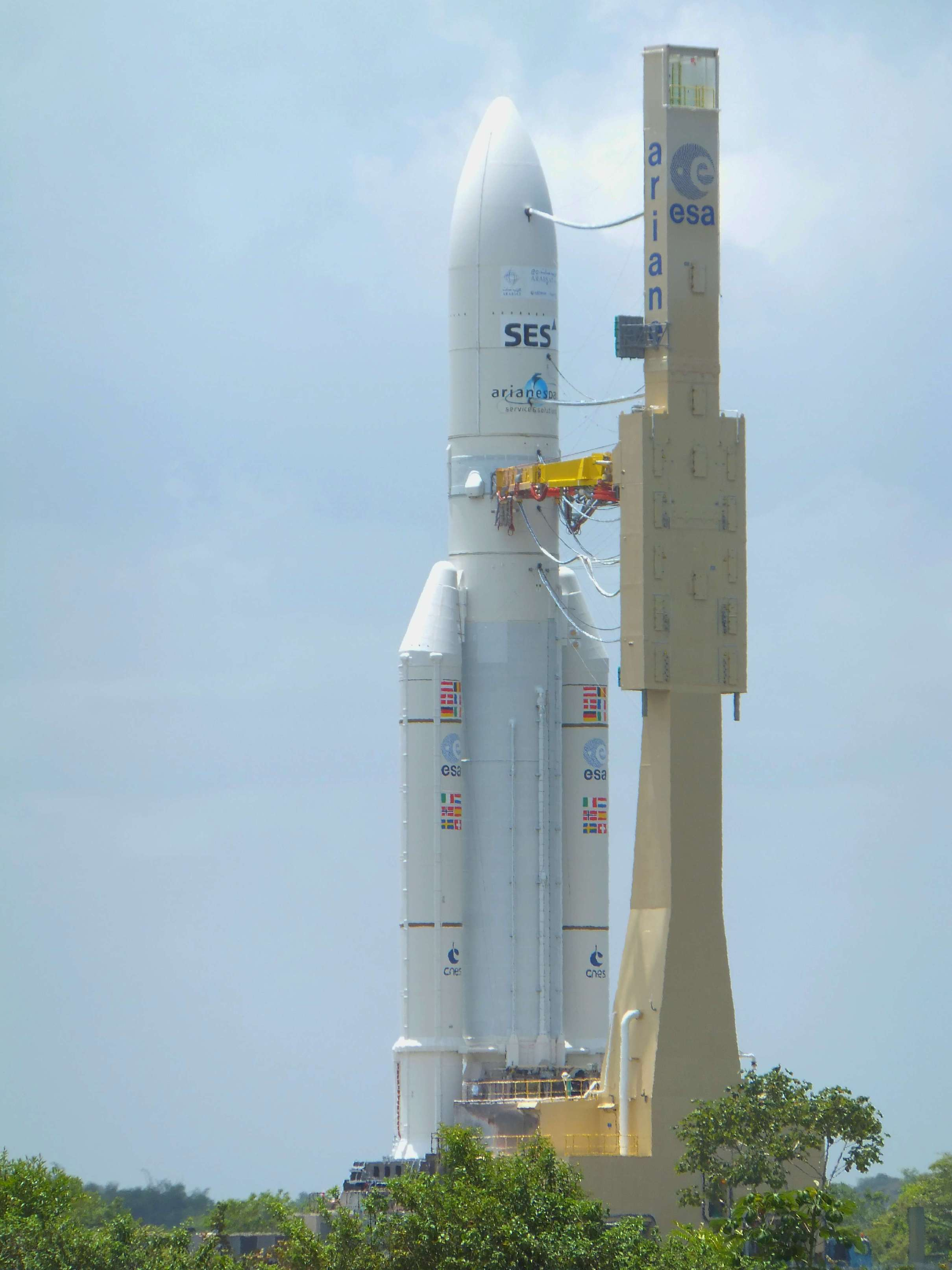
خدمات‌دهنده پرتاب

خدمات‌دهنده پرتاب (انگلیسی: Launch service provider) که سرواژهٔ ال‌اس‌پی (انگلیسی: LSP) نیز شناخته می‌شود، به نوعی از شرکت‌ها گفته می‌شود در زمینهٔ پرتاب فضاپیما تخصص دارند. در سال ۲۰۱۸، بخش خدمات پرتاب ۵٫۵ میلیون دلار از کل ۳۴۴٫۵ میلیون دلار ارزش «اقتصاد فضایی جهان» را به خود اختصاص داده بود.: ۹  این نوع شرکت‌ها مسئول سفارش، تبدیل و ساخت راکت پرتابگر، مونتاژ و سرهم‌بندی، یکپارچه‌سازی محموله و اجرای عملیات پرتاب هستند. برخی از این وظایف طی تفویض یا قرارداد دیگری به شرکت‌های دیگر محول شوند. برای مثال، ائتلاف پرتاب و راه‌اندازی به‌طور رسمی تحت قراردادی مسئول تولید موتورهای سوخت جامد جم برای راکت‌های دلتا ۲ و دلتا ۴ (نسخهٔ متوسط) خود برای الاینت تک‌سیستمز بود که هر دو راکت مذکور اکنون بازنشست شده‌اند.